# Sherri Martel
Sherri Russel (ur. 8 lutego 1958 w Birmingham, zm. 15 czerwca 2007 tamże) – amerykańska wrestlerka i menedżerka lepiej znana pod pseudonimem ringowym jako Sherri Martel, mistrzyni kobiet WWE w 1987, dołączona do galerii sławy WWE Hall of Fame w 2006.
Słynęła z odgrywania postaci heela. Jako menedżerka była agresywna i ekspresywna. Charakterystyczny dla niej był mocny makijaż i dziwne skąpe stroje.

## Młodość
Urodziła się 8 lutego 1958 jako Sherri Russell w Birmingham w stanie Alabama. Jako nastolatka chodziła na gale wrestlingu ze swoją matką w Missisipi.
W wieku 16 lat postanowiła zostać wrestlerką i zgłosiła się do niewielkiej organizacji wrestlingu Grizzliego Smitha i Billa Wattsa, funkcjonującej w stanach środkowo-wschodnich. Wówczas nie potraktowano jej poważnie i polecono, aby dokończyła edukację i wróciła w wieku 21 lat.

## Kariera wrestlerska

### Gimmick
Sherri Martel wyrobiła sobie charakterystyczną osobowość ringową, określaną jako bombshell. Miała czarny makijaż powiększający jej brwi i komponujący się z jej czarnymi włosami w taki sposób, że upodabniał ją do wampirzycy. Nosiła dziwne i często skąpe stroje. Była kreowana na jedną z najseksowniejszych osobowości wrestlingu. Jednym z charakterystycznych dla niej powiedzeń, kierowanych w stronę fanów, było Wiem, że mnie chcecie, ale nie możecie mnie mieć.
Jako menedżerka, Martel, była dzika: krzyczała, dużo biegała i używała swojej torebki lub buta jako broni.

### Trening
W wieku 20 lat przeprowadziła się do Memphis i zapisała się do szkoły wrestlingu Butcha Moore’a. Według jej relacji, zanim Moore cokolwiek powiedział i zanim wziął od niej pieniądze, uderzył ją na próbę otwartą dłonią z całej siły bez powodu, na co Russell miała odpowiedzieć To wszystko, na co cię stać? Swoją pierwszą walkę stoczyła w stodole na aukcji bydła w Hattiesburg w stanie Missisipi.
Jesienią 1980 rozpoczęła trening w szkole The Fabulous Moolah. Jej osobistą trenerką była Donna Christianello. To właśnie Moolah wymyśliła dla niej pseudonim ringowy Sherri Martel, który był inspirowany imieniem postaci z opery mydlanej Sherri Martine.

### Kariera terytorialna
Rozpoczęła karierę w stanie Tennessee. Jej menedżerem był Jim Cornette. Już po kilku dniach doznała kontuzji w walce Battle Royal.
W Memphis Russell była menedżerką Pata Rose’a i Toma Pritcharda. Sama również walczyła.
W latach 80. trzykrotnie wygrała główne mistrzostwo kobiet organizacji American Wrestling Association i była menedżerką mistrzowskiego tag teamu Buddy’ego Rose’a i Douga Somersa.

### World Wrestling Federation
W 1987 dołączyła do organizacji World Wrestling Federation z rekomendacji Jesse’ego Ventury. 24 lipca w Hudson w Teksasie stoczyła swoją pierwszą walkę. Był to pojedynek o główne mistrzostwo kobiet przeciwko The Fabulous Moolah, który Martel wygrała. Tytuł należał do niej przez 15 miesięcy, do czasu przegranej walki o mistrzostwo przeciwko Rockin’ Robin. Rywalizacja Martel i Moolah nasilała się i w 1989 obie zostały kapitanami przeciwnych drużyn kobiet w pierwszej walce kobiecych tag teamów na gali Survivor Series.
W 1989 Randy Savage stał się heelem. Wypowiedział wojnę Hulkamanii (tak określano mainstreamowy fenomen Hulka Hogana) i zastąpił swoją dotychczasową menedżerkę Miss Elizabeth nową – „Sensational” Sherri Martel. Elizabeth, która została menedżerką Hogana, i Martel również rywalizowały między sobą, często szydząc z siebie nawzajem w trakcie walk ich klientów. 30 sierpnia Randy Savage pokonał Jima Duggana w walce o honorowy tytuł króla WWF. Od tego momentu posługiwał się także pseudonimem The Macho King, a „Sensational” Sherri Martel – Queen Sherri.
24 marca 1991 na gali WrestleMania VII Randy Savage zmierzył się z The Ultimate Warriorem w walce, w której przegrany miał być zmuszony do przejścia na emeryturę. Savage przegrał, więc rozczarowana Sherri Martel zaczęła go kopać, gdy leżał nieprzytomny w ringu. Wtedy siedząca na widowni Miss Elizabeth wbiegła na ring i wyrzuciła z niego menedżerkę. Początkowo Savage myślał, że to właśnie Elizabeth go kopała, ale kiedy zrozumiał, co się wydarzyło, on i Elizabeth pogodzili się, a Macho Man znowu stał się face’em.
Później Sherri Martel była także menedżerką Shawna Michaelsa. Jednym z jej zadań było trzymanie lustra, w którym przeglądał się jej klient. Zakończyli współpracę w 1992, kiedy Marty Jannetty, atakując Michaelsa, niechcący uderzył lustrem osłaniającą swojego podopiecznego Sheri Martel. Był to ostatni występ menedżerki w World Wrestling Federation. Jej kontrakt z organizacją oficjalnie wygasł w 1993.

### Kariera po odejściu z World Wrestling Federation
Po odejściu z World Wrestling Federation, Martel występowała między innymi w Lucha Libre AAA Worldwide, Extreme Championship Wrestling i Cornette's Smoky Mountain Wrestling. W World Championship Wrestling była menedżerką Rica Flaira i tag teamu Harlem Heat i posługiwała się pseudonimem Sister Sherri.
W 2006 została wprowadzona do galerii sławy WWE Hall of Fame przez Teda DiBiase.
We wrześniu 2006 wystąpiła w Total Nonstop Action jako skaut, który wypromował Bobby’ego Roode’a.

## Życie prywatne
Jak sama deklarowała, do dwudziestego roku życia rozwiodła się dwa razy. Jej ostatnim mężem, z którym żyła do swojej śmierci, był Robert Schrull, kierownik konstrukcji komercyjnej, ale Sherri Martel w rzeczywistości nadal posługiwała się nazwiskiem rodowym. Miała syna.
Do końca życia mieszkała w Jacksonville w stanie Floryda.

## Śmierć
Zmarła 15 czerwca 2007 w domu swojej matki w Birmingham w stanie Alabama. Sekcja wykazała, że przyczyną było przedawkowanie różnego rodzaju narkotyków, w tym dużej ilości oksykodonu. Śledczy doszli do wniosku, że był to wypadek, a nie umyślne samobójstwo. Została skremowana. Lokalizacja jej prochów lub miejsce ich rozsypania pozostały tajemnicą.

## Mistrzostwa i osiągnięcia
- American Wrestling Association
  - AWA World Women’s Championship (3 razy)
- World Wrestling Federation / Entertainment
  - WWF Ladies’ / Women’s Championship (1 raz)
  - WWE Hall of Fame (2006)
- Pro Wrestling Illustrated
  - Menedżer roku (1995)
- Wrestling Observer Newsletter
  - Najlepszy menedżer (1991)[1]